# شنا در المپیک تابستانی ۱۹۲۰
شنا یکی از ورزش‌های بازی‌های المپیک تابستانی ۱۹۲۰ بوده که از ۲۲ تا ۲۹ آگوست ۱۹۲۰ در دو بخش مردان و زنان برگزار شده است.

## جدول مدال‌ها
| رتبه           | کشور                      | طلا | نقره | برنز | مجموع |
| -------------- | ------------------------- | --- | ---- | ---- | ----- |
| ۱              | ایالات متحده آمریکا (USA) | ۸   | ۵    | ۳    | ۱۶    |
| ۲              | سوئد (SWE)                | ۲   | ۲    | ۱    | ۵     |
| ۳              | استرالیا (AUS)            | ۰   | ۱    | ۱    | ۲     |
| ۳              | بریتانیای کبیر (GBR)      | ۰   | ۱    | ۱    | ۲     |
| ۳              | کانادا (CAN)              | ۰   | ۱    | ۱    | ۲     |
| ۶              | فنلاند (FIN)              | ۰   | ۰    | ۲    | ۲     |
| ۷              | بلژیک (BEL)               | ۰   | ۰    | ۱    | ۱     |
| مجموع (۷ کشور) | مجموع (۷ کشور)            | ۱۰  | ۱۰   | ۱۰   | ۳۰    |

## نتایج

### مردان
| بازی‌ها                | طلا                                                                                 | نقره                                                                | برنز                                                                     |
| ۱۰۰ متر آزاد          | دوک کاهاناموکو · ایالات متحده آمریکا                                                | پیوآ کلوها · ایالات متحده آمریکا                                    | بیل هریس · ایالات متحده آمریکا                                           |
| ۴۰۰ متر آزاد          | نورمن راس · ایالات متحده آمریکا                                                     | لودی لنگر · ایالات متحده آمریکا                                     | جورج ورنوت · کانادا                                                      |
| ۱۵۰۰ متر آزاد         | نورمن راس · ایالات متحده آمریکا                                                     | جورج ورنوت · کانادا                                                 | فرانک بورپر · استرالیا                                                   |
| ۱۰۰ متر کرال پشت      | وارن کلوها · ایالات متحده آمریکا                                                    | ری کگریس · ایالات متحده آمریکا                                      | ژرار بلیتز · بلژیک                                                       |
| ۲۰۰ متر قورباغه       | هوکان مالمروت · سوئد                                                                | تور هنینگ · سوئد                                                    | آروو آلتونن · فنلاند                                                     |
| ۴۰۰ متر قورباغه       | هوکان مالمروت · سوئد                                                                | تور هنینگ · سوئد                                                    | آروو آلتونن · فنلاند                                                     |
| ۴×۲۰۰ متر آزاد امدادی | ایالات متحده آمریکا (USA) · دوک کاهاناموکو · پیوآ کلوها · پری مک‌گیلیوری · نورمن راس | استرالیا (AUS) · فرانک بورپر · هری هی · ویلیام هرالد · ایوان استدمن | بریتانیای کبیر (GBR) · هارولد آنیسون · پرسی پیتر · لسلی سوج · هنری تیلور |

### زنان
| بازی‌ها                | طلا                                                                                     | نقره                                                                             | برنز                                                        |
| ۱۰۰ متر آزاد          | اتلدا بلیبتری · ایالات متحده آمریکا                                                     | آیرین گست · ایالات متحده آمریکا                                                  | فرانسس اشروت · ایالات متحده آمریکا                          |
| ۳۰۰ متر آزاد          | اتلدا بلیبتری · ایالات متحده آمریکا                                                     | مارگارت وودبریدج · ایالات متحده آمریکا                                           | فرانسس اشروت · ایالات متحده آمریکا                          |
| ۴×۱۰۰ متر آزاد امدادی | ایالات متحده آمریکا (USA) · اتلدا بلیبتری · آیرین گست · فرانسس اشروت · مارگارت وودبریدج | بریتانیای کبیر (GBR) · هیلدا جیمز · کونستانس جینز · گریس مک‌کنزی · شارلوت رادکلیف | سوئد (SWE) · آینا بری · ین ییلین · امی ماکنو · کارین نیلسون |

## کشورهای شرکت‌کننده
در مجموع ۱۱۶ شناگر (۹۲ مرد و ۲۴ زن) از ۱۹ کشور جهان در این مسابقات شرکت کرده بودند:
- استرالیا (۶) (مرد:۵ زن:۱)
- بلژیک (۱۲) (مرد:۱۱ زن:۱)
- برزیل (۲) (مرد:۲ زن:۰)
- کانادا (۳) (مرد:۳ زن:۰)
- چکسلواکی (۴) (مرد:۴ زن:۰)
- فنلاند (۱) (مرد:۱ زن:۰)
- فرانسه (۱۳) (مرد:۱۰ زن:۳)
- بریتانیای کبیر (۱۸) (مرد:۱۲ زن:۶)
- ایتالیا (۴) (مرد:۴ زن:۰)
- ژاپن (۲) (مرد:۲ زن:۰)
- لوکزامبورگ (۲) (مرد:۲ زن:۰)
- هلند (۴) (مرد:۳ زن:۱)
- نیوزیلند (۱) (مرد:۰ زن:۱)
- نروژ (۲) (مرد:۲ زن:۰)
- آفریقای جنوبی (۱) (مرد:۰ زن:۱)
- اسپانیا (۲) (مرد:۲ زن:۰)
- سوئد (۱۳) (مرد:۹ زن:۴)
- سوئیس (۴) (مرد:۴ زن:۰)
- ایالات متحده آمریکا (۲۲) (مرد:۱۶ زن:۶)